# Friedrich Engels
Friedrich Engels, född 28 november 1820 i Barmen (numera en del av Wuppertal) i provinsen Jülich-Kleve-Berg i Preussen, död 5 augusti 1895 i London i Storbritannien, var en tysk köpman, sociolog, politisk tänkare, filosof och ekonomikritiker. Han anses vara medgrundare till marxismen tillsammans med Karl Marx. Engels hade enligt Sven-Eric Liedman större inflytande på den politisk teoretiska 1900-talsmarxismen än Marx själv.

## Biografi
Friedrich Engels föddes i en välbärgad och konservativ familj. Hans far var fabrikant. Engels ägnade sig från början åt köpmansyrket och arbetade 1843-1844 i Manchester, i en filial av sin fars fabriksaffär. I England, som industriellt var mer utvecklat än Tyskland, lärde Engels känna den moderna industrikapitalismen. Han drogs till de socialistiska idéerna och knöt kontakter med socialistiska organisationer och publikationer.
I augusti 1844 lärde han i Paris känna Karl Marx, med vilken han knöt ett vänskapsband för livet. Från denna stund var han Marx förtrogne i nästan alla företag och blev efter sin väns död dennes litterära och andliga testamentsexekutor.
Åren 1848–1849 var han jämte Marx redaktör för den i Köln utgivna Neue Rheinische Zeitung och deltog i upprorsrörelserna 1848-1849 i Pfalz och Baden, efter vilkas undertryckande han flydde till England och 1850-1869 ånyo arbetade i Manchesterfabriken samt efter Första internationalens stiftande 1864 verkade i dess tjänst. Från 1870 var han bosatt i London.
Engels dog 1895 i London av cancer. Hans aska blev nedsänkt i havet.
Sämtliche Schriften, Engels samlade skrifter - utom Der deutsche Bauernkrieg, Die Lage der arbeitenden Klasse in England och Ludwig Feuerbach und der Ausgang der klassischen deutschen Philosophie - brändes under de landsomfattande bokbålen i Nazityskland 1933.

## Skrifter
Engels utgav 1845 Den arbetande klassens läge i England, ett arbete som stödde sig på såväl officiella engelska undersökningar som egna iakttagelser. Boken räknas som en föregångare till den moderna sociologin. Tillsammans med Marx författade Engels 1848 det till alla länders proletärer riktade Kommunistiska manifestet. 
Bland hans senare utgivna skrifter kan nämnas Herr Eugen Dührings omvälvning av vetenskapen (Anti-Dühring) (1878), en uppgörelse med den tyske filosofen Eugen Dühring, vars idéer höll på att slå rot inom tysk arbetarrörelse; Socialismens utveckling från utopi till vetenskap (1882), Familjens, privategendomens och statens ursprung (1884), Ludwig Feuerbach och den klassiska tyska filosofins slut (1888). Efter Marx död 1883 försåg han en mängd upplagor av dennes skrifter med förord samt utgav 1885 och 1894 de länge med spänning motsedda 2:a och 3:e delarna av Marx huvudarbete, Das Kapital ("Kapitalet").
Engels författade även en stor mängd mindre skrifter och tidningsartiklar. Bland hans specialområden märks krigskonsten som han ägnade ett brinnande intresse och som förlänade honom smeknamnet Generalen.

## Betydelse
Engels betydelse för socialismens utveckling ligger däri att han utan osjälvständighet var och betraktades som den befullmäktigade uttolkaren av Marx lära. För många inom arbetarrörelsen har han även upplevts som en popularisator av Marx ibland svårtillgängliga texter.
Engels behandlade i sina egna texter utförligt teman som Marx bara hastigt snuddat vid. Exempel på detta är naturvetenskapernas ställning inom marxismen (i Anti-Dühring och Naturens dialektik), synen på förhållandet mellan män och kvinnor (i Familjens, privategendomens och statens ursprung) och synen på Marx och Engels egen utveckling (i Socialismens utveckling från utopi till vetenskap).